# In and Out of Love (chanson de Bon Jovi)
Singles de Bon Jovi
Only Lonely
(1985) The Hardest Part Is the Night
(1985)
Clip vidéo
[vidéo] « In and Out of Love », sur YouTube
In and Out of Love est une chanson du groupe de rock américain Bon Jovi extraite de leur deuxième album studio, 7800° Fahrenheit, paru en 1985.
Un single avec cette chanson sort également. C'était le deuxième single tiré de cet album.
Bon Jovi a déclaré qu'il avait écrit la chanson en regardant le Top 20 Video Countdown de MTV
La chanson a atteint la 69e place aux États-Unis (dans le Hot 100 du magazine américain Billboard) dans la semaine du 17 août 1985.